# Star in the Star (prima edizione)
La prima edizione del talent show Star in the Star è andata in onda ogni giovedì in prima serata su Canale 5 dal 16 settembre al 14 ottobre 2021 per cinque puntate con la conduzione di Ilary Blasi, affiancata dalla giuria composta da: Claudio Amendola, Marcella Bella e Andrea Pucci. Veniva trasmesso dallo studio Robinie di Cologno Monzese.
L'edizione è stata vinta da Syria interpretando Loredana Bertè, che si è aggiudicata il montepremi di 100000 €.

## Produzione
Dalla seconda puntata, in seguito ai bassi ascolti e ad alcune problematiche insorte tra Mediaset e la casa di produzione Banijay, il gioco viene parzialmente modificato e le puntate, che inizialmente dovevano essere sette, vengono ridotte a cinque, anticipando così la conclusione (inizialmente prevista il 28 ottobre) al 14 ottobre 2021.

## Regolamento
All'inizio del programma i concorrenti dovranno imitare il cantante assegnato, che sarà sempre lo stesso per tutte le puntate, cantando in playback e poi con la loro voce, cercando di imitarlo.
Al termine delle esibizioni, nelle prime due manches, ogni cantante verrà votato dal pubblico costituito dai fan club degli artisti in gara esprimendo un voto da 1 a 5 ad esclusione del proprio.
Ad ogni manche, la star che riceverà meno voti andrà allo show-down, in cui, nel duello finale tra le due star meno votate saranno i tre giurati a decidere chi eliminare.
Alla fine di ogni puntata sarà eliminato un concorrente, che verrà smascherato. Vincerà chi dimostrerà di essere il più bravo.
Le leggende infatti dovranno cantare dal vivo, e ci saranno due eliminati per ogni puntata.
Infatti, il quarto e quinto classificato della prima manche si sfideranno in uno show-down al termine del quale i giudici dovranno scegliere chi può continuare la gara e chi invece deve abbandonare togliendosi la maschera, così come per la seconda manche.
Inoltre, le prime leggende classificate di ogni manche si sfideranno per stabilire il miglior personaggio della serata.
Durante la semifinale, le star si sfideranno in due manche alla quale partecipano tutte e cinque le maschere rimaste, mentre nella seconda manche canteranno delle cover.
Rimane lo show-down tra il quarto e quinto classificato di ogni manche e il duello tra i due migliori.
I punti della prima manche sono nascosti e verranno sommati a quelli della seconda manche, nella quale le leggende canteranno i loro successi. Il quarto è quinto classificato si sfidano allo show-down, al termine del quale la giuria sceglierà chi deve continuare il programma e chi togliersi la maschera.
Nella terza manche le leggende rimaste in gara si esibiranno cantando un medley delle loro migliori canzoni e i giudici sceglieranno chi eliminare.
Infine, le ultime due leggende si scontreranno per stabilire chi sarà il vincitore dell'edizione scelto dal pubblico in studio.

## Concorrenti
L'età dei concorrenti si riferisce al momento dell'ingresso in gara.
| Leggenda         | VIP                | Età     | Professione                                          | Stato                |
| ---------------- | ------------------ | ------- | ---------------------------------------------------- | -------------------- |
| Loredana Bertè   | Syria              | 44 anni | Cantante                                             | Vincitrice           |
| Mina             | Lola Ponce         | 39 anni | Cantante, attrice                                    | Seconda classificata |
| Michael Jackson  | Alexia             | 54 anni | Cantautrice                                          | Terzo classificato   |
| Lady Gaga        | Silvia Salemi      | 43 anni | Conduttrice TV, conduttrice radiofonica, cantautrice | Quarta classificata  |
| Claudio Baglioni | Luca Laurenti      | 58 anni | Conduttore TV, comico, musicista                     | Eliminato            |
| Pino Daniele     | Sal Da Vinci       | 52 anni | Cantante, attore                                     | Eliminato            |
| Madonna          | Daniela Martani    | 48 anni | Conduttrice radiofonica, personaggio TV              | Eliminata            |
| Zucchero         | Adriano Pappalardo | 76 anni | Cantautore, attore                                   | Eliminato            |
| Paul McCartney   | Ronn Moss          | 69 anni | Attore, musicista, cantante                          | Eliminato            |
| Patty Pravo      | Gloria Guida       | 65 anni | Attrice, conduttrice TV                              | Eliminata            |
| Elton John       | Massimo Di Cataldo | 53 anni | Cantautore                                           | Eliminato            |

## Tabella dello svolgimento del programma
Legenda
     Il cantante è stato proclamato il migliore della puntata dal voto della giuria e riceve un vantaggio per la puntata successiva
     Il cantante è stato salvato tramite il voto della giuria o del pubblico e passa alla puntata successiva
     Il cantante è stato salvato dalla giuria nel ballottaggio allo Show-down
     Il cantante è stato eliminato dal voto della giuria e smascherato subito dopo l'eliminazione
     Il concorrente è in semifinale
     Il cantante è in finale
     Il cantante è quarto classificato
     Il cantante è terzo classificato
     Il cantante è secondo classificato
     Il cantante è il vincitore del programma

| Leggenda         | VIP                | Professione                                          | Puntate     | Puntate   | Puntate       | Puntate       | Puntate             | Puntate              |
| Leggenda         | VIP                | Professione                                          | 1           | 2         | 2             | 3             | Semifinale          | Finale               |
| ---------------- | ------------------ | ---------------------------------------------------- | ----------- | --------- | ------------- | ------------- | ------------------- | -------------------- |
| Loredana Bertè   | Syria              | Cantante                                             | Salva       |           | Migliore      | In semifinale | In finale           | Vincitrice           |
| Mina             | Lola Ponce         | Cantante, attrice                                    | Salva       | Salva     |               | In semifinale | In finale           | Seconda classificata |
| Michael Jackson  | Alexia             | Cantautrice                                          | Salvo       | Salvo     | In semifinale | In finale     | Terzo classificato  |                      |
| Lady Gaga        | Silvia Salemi      | Conduttrice TV, conduttrice radiofonica, cantautrice | Salva       | Salva     | In semifinale | In finale     | Quarta classificata |                      |
| Claudio Baglioni | Luca Laurenti      | Conduttore TV, comico, musicista                     | Salvo       |           | Salvo         | In semifinale | Eliminato           |                      |
| Pino Daniele     | Sal Da Vinci       | Cantante, attore                                     | Salvo       | Salvo     |               | In semifinale | Eliminato           |                      |
| Madonna          | Daniela Martani    | Conduttrice radiofonica, personaggio TV              | Salva       |           | Salva         | Eliminata     |                     |                      |
| Zucchero         | Adriano Pappalardo | Cantautore, attore                                   | Salvo       | Salvo     | Eliminato     |               |                     |                      |
| Paul McCartney   | Ronn Moss          | Attore, musicista, cantante                          | Non in gara | Eliminato |               |               |                     |                      |
| Patty Pravo      | Gloria Guida       | Attrice, conduttrice TV                              | Salva       | Eliminata |               |               |                     |                      |
| Elton John       | Massimo Di Cataldo | Cantautore                                           | Eliminato   |           |               |               |                     |                      |

## Dettaglio delle puntate

### Prima puntata
Data: 16 settembre 2021
Prima manche
| Ordine di uscita | Leggenda         | Canzone              | Esito           | Esito | Esito                   |
| Ordine di uscita | Leggenda         | Canzone              | Responso        | Punti | Posizione in classifica |
| ---------------- | ---------------- | -------------------- | --------------- | ----- | ----------------------- |
| 1                | Mina             | Insieme (1970)       | Salva           | 353   | 3ª                      |
| 2                | Michael Jackson  | Billie Jean (1983)   | Salvo           | 347   | 4º                      |
| 3                | Claudio Baglioni | Amore bello (1973)   | Salvo           | 360   | 2º                      |
| 4                | Madonna          | Material Girl (1985) | Al ballottaggio | 310   | 5ª                      |
| 5                | Zucchero         | Diavolo in me (1989) | Salvo           | 391   | 1º                      |

Seconda manche
| Ordine di uscita | Leggenda       | Canzone                       | Esito           | Esito | Esito                   |
| Ordine di uscita | Leggenda       | Canzone                       | Responso        | Punti | Posizione in classifica |
| ---------------- | -------------- | ----------------------------- | --------------- | ----- | ----------------------- |
| 1                | Loredana Bertè | Sei Bellissima (1975)         | Salva           | 380   | 1ª                      |
| 2                | Lady Gaga      | Bad Romance (2009)            | Salva           | 370   | 2ª                      |
| 3                | Pino Daniele   | A me me piace 'o blues (1980) | Salvo           | 332   | 3º                      |
| 4                | Patty Pravo    | Pazza idea (1973)             | Salva           | 270   | 4ª                      |
| 5                | Elton John     | Crocodile Rock (1972)         | Al ballottaggio | 268   | 5º                      |

Ballottaggio (Show-Down)
| Ordine di uscita | Leggenda   | Canzone              | Preferenza Giuria | Preferenza Giuria | Preferenza Giuria | Responso  | Identità           |
| Ordine di uscita | Leggenda   | Canzone              | Andrea Pucci      | Claudio Amendola  | Marcella Bella    | Responso  | Identità           |
| ---------------- | ---------- | -------------------- | ----------------- | ----------------- | ----------------- | --------- | ------------------ |
| 1                | Madonna    | Like a Prayer (1989) |                   |                   |                   | Salva     | N.D.               |
| 2                | Elton John | Your Song (1970)     |                   |                   |                   | Eliminato | Massimo Di Cataldo |

### Seconda puntata
Data: 23 settembre 2021
Prima manche
| Ordine di uscita | Leggenda        | Canzone               | Esito           | Esito | Esito                   |
| Ordine di uscita | Leggenda        | Canzone               | Responso        | Punti | Posizione in classifica |
| ---------------- | --------------- | --------------------- | --------------- | ----- | ----------------------- |
| 1                | Pino Daniele    | Je so' pazzo (1979)   | Al ballottaggio | 264   | 4°                      |
| 2                | Mina            | Parole parole (1972)  | Salva           | 359   | 1ª                      |
| 3                | Michael Jackson | Bad (1987)            | Salvo           | 265   | 3°                      |
| 4                | Patty Pravo     | Ragazzo triste (1966) | Al ballottaggio | 201   | 5ª                      |
| 5                | Lady Gaga       | Born This Way (2011)  | Salva           | 354   | 2ª                      |

Primo Ballottaggio (Show-Down)
| Ordine di uscita | Leggenda     | Canzone                            | Preferenza Giuria | Preferenza Giuria | Preferenza Giuria | Responso  | Identità     |
| Ordine di uscita | Leggenda     | Canzone                            | Andrea Pucci      | Claudio Amendola  | Marcella Bella    | Responso  | Identità     |
| ---------------- | ------------ | ---------------------------------- | ----------------- | ----------------- | ----------------- | --------- | ------------ |
| 1                | Pino Daniele | Napule è (1977)                    |                   |                   |                   | Salvo     | N.D.         |
| 2                | Patty Pravo  | E dimmi che non vuoi morire (1997) |                   |                   |                   | Eliminata | Gloria Guida |

Seconda manche
| Ordine di uscita | Leggenda         | Canzone                     | Esito           | Esito | Esito                   |
| Ordine di uscita | Leggenda         | Canzone                     | Responso        | Punti | Posizione in classifica |
| ---------------- | ---------------- | --------------------------- | --------------- | ----- | ----------------------- |
| 1                | Paul McCartney   | Hey Jude (1968)             | Al ballottaggio | 255   | 4º                      |
| 2                | Claudio Baglioni | Avrai (1982)                | Salvo           | 412   | 2º                      |
| 3                | Loredana Bertè   | Non sono una signora (1982) | Salva           | 416   | 1ª                      |
| 4                | Madonna          | Like a Virgin (1984)        | Salva           | 258   | 3ª                      |
| 5                | Zucchero         | Overdose (d'amore) (1989)   | Al ballottaggio | 251   | 5º                      |

Ballottaggio per il migliore (Show-Down)
| Ordine di uscita | Leggenda       | Canzone                       | Preferenza Giuria | Preferenza Giuria | Preferenza Giuria | Responso |
| Ordine di uscita | Leggenda       | Canzone                       | Andrea Pucci      | Claudio Amendola  | Marcella Bella    | Responso |
| ---------------- | -------------- | ----------------------------- | ----------------- | ----------------- | ----------------- | -------- |
| 1                | Mina           | Grande, grande, grande (1972) |                   |                   |                   | Salva    |
| 2                | Loredana Bertè | E la luna bussò (1979)        |                   |                   |                   | Migliore |

Secondo Ballottaggio (Show-Down)
| Ordine di uscita | Leggenda       | Canzone          | Preferenza Giuria | Preferenza Giuria | Preferenza Giuria | Responso  | Identità  |
| Ordine di uscita | Leggenda       | Canzone          | Andrea Pucci      | Claudio Amendola  | Marcella Bella    | Responso  | Identità  |
| ---------------- | -------------- | ---------------- | ----------------- | ----------------- | ----------------- | --------- | --------- |
| 1                | Paul McCartney | Let It Be (1970) |                   |                   |                   | Eliminato | Ronn Moss |
| 2                | Zucchero       | Donne (1985)     |                   |                   |                   | Salvo     | N.D.      |

### Terza puntata
Data: 30 settembre 2021
Prima manche
| Ordine di uscita | Leggenda         | Canzone                               | Esito           | Esito | Esito                   |
| Ordine di uscita | Leggenda         | Canzone                               | Responso        | Punti | Posizione in classifica |
| ---------------- | ---------------- | ------------------------------------- | --------------- | ----- | ----------------------- |
| 1                | Michael Jackson  | Don't Stop 'Til You Get Enough (1979) | Al ballottaggio | 387   | 3º                      |
| 2                | Claudio Baglioni | Questo piccolo grande amore (1972)    | In semifinale   | 409   | 2º                      |
| 3                | Loredana Bertè   | In alto mare (1980)                   | In semifinale   | 424   | 1ª                      |
| 4                | Zucchero         | Baila (2001)                          | Al ballottaggio | 351   | 4º                      |

Primo Ballottaggio (Show-Down)
| Ordine di uscita | Leggenda        | Canzone                            | Preferenza Giuria | Preferenza Giuria | Preferenza Giuria | Responso      | Identità           |
| Ordine di uscita | Leggenda        | Canzone                            | Andrea Pucci      | Marcella Bella    | Claudio Amendola  | Responso      | Identità           |
| ---------------- | --------------- | ---------------------------------- | ----------------- | ----------------- | ----------------- | ------------- | ------------------ |
| 1                | Michael Jackson | Man in the Mirror (1988)           |                   |                   |                   | In semifinale | N.D.               |
| 2                | Zucchero        | Come il sole all'improvviso (1986) |                   |                   |                   | Eliminato     | Adriano Pappalardo |

Seconda manche
| Ordine di uscita | Leggenda     | Canzone                  | Esito           | Esito | Esito                   |
| Ordine di uscita | Leggenda     | Canzone                  | Responso        | Punti | Posizione in classifica |
| ---------------- | ------------ | ------------------------ | --------------- | ----- | ----------------------- |
| 1                | Mina         | Amor mio (1971)          | Al ballottaggio | 365   | 3ª                      |
| 2                | Madonna      | Vogue (1990)             | Al ballottaggio | 298   | 4ª                      |
| 3                | Pino Daniele | Yes I Know My Way (1998) | Al ballottaggio | 365   | 3º                      |
| 4                | Lady Gaga    | Telephone (2010)         | In semifinale   | 401   | 1ª                      |

Ballottaggio per il migliore (Show-Down)
| Ordine di uscita | Leggenda       | Canzone                      | Preferenza Giuria | Preferenza Giuria | Preferenza Giuria | Responso      |
| Ordine di uscita | Leggenda       | Canzone                      | Marcella Bella    | Claudio Amendola  | Andrea Pucci      | Responso      |
| ---------------- | -------------- | ---------------------------- | ----------------- | ----------------- | ----------------- | ------------- |
| 1                | Loredana Bertè | Cosa ti aspetti da me (2019) |                   |                   |                   | In semifinale |
| 2                | Lady Gaga      | Million Reasons (2016)       |                   |                   |                   | Migliore      |

Secondo Ballottaggio (Show-Down)
| Ordine di uscita | Leggenda     | Canzone                  | Preferenza Giuria | Preferenza Giuria | Preferenza Giuria | Responso      | Identità        |
| Ordine di uscita | Leggenda     | Canzone                  | Andrea Pucci      | Claudio Amendola  | Marcella Bella    | Responso      | Identità        |
| ---------------- | ------------ | ------------------------ | ----------------- | ----------------- | ----------------- | ------------- | --------------- |
| 1                | Mina         | E se domani (1964)       |                   |                   |                   | Salva         | N.D.            |
| 2                | Pino Daniele | Quanno chiove (1980)     |                   |                   |                   | In semifinale | N.D.            |
| 3                | Madonna      | Papa Don't Preach (1986) |                   |                   |                   | Eliminata     | Daniela Martani |

- Nota: La preferenza espressa dai giudici è per chi eliminare, in quanto c'è stato uno spareggio a tre tra Madonna, Mina e Pino Daniele, poiché gli ultimi due si sono classificati secondi a pari merito.

### Quarta puntata -Semifinale
Data: 7 ottobre 2021
Prima manche
| Ordine di uscita | Leggenda         | Canzone                  | Esito           | Esito | Esito                   |
| Ordine di uscita | Leggenda         | Canzone                  | Responso        | Punti | Posizione in classifica |
| ---------------- | ---------------- | ------------------------ | --------------- | ----- | ----------------------- |
| 1                | Lady Gaga        | The Edge of Glory (2011) | Salva           | 405   | 1ª                      |
| 2                | Mina             | Città vuota (1963)       | Salva           | 365   | 2°                      |
| 3                | Pino Daniele     | Quando (1991)            | Al ballottaggio | 267   | 6°                      |
| 4                | Michael Jackson  | Thriller (1983)          | Al ballottaggio | 360   | 5°                      |
| 5                | Loredana Bertè   | Il mare d'inverno (1983) | Salva           | 363   | 3ª                      |
| 6                | Claudio Baglioni | Solo (1977)              | Salvo           | 362   | 4º                      |

Primo Ballottaggio (Show-Down)
| Ordine di uscita | Leggenda        | Canzone             | Preferenza Giuria | Preferenza Giuria | Preferenza Giuria | Responso  | Identità     |
| Ordine di uscita | Leggenda        | Canzone             | Andrea Pucci      | Marcella Bella    | Claudio Amendola  | Responso  | Identità     |
| ---------------- | --------------- | ------------------- | ----------------- | ----------------- | ----------------- | --------- | ------------ |
| 1                | Michael Jackson | Earth Song (1995)   |                   |                   |                   | Salvo     | N.D.         |
| 2                | Pino Daniele    | Dubbi non ho (1997) |                   |                   |                   | Eliminato | Sal Da Vinci |

Seconda manche
| Ordine di uscita | Leggenda         | Canzone                             | Esito           | Esito | Esito                   |
| Ordine di uscita | Leggenda         | Canzone                             | Responso        | Punti | Posizione in classifica |
| ---------------- | ---------------- | ----------------------------------- | --------------- | ----- | ----------------------- |
| 1                | Claudio Baglioni | Io che amo solo te (1962)           | Al ballottaggio | 386   | 4º                      |
| 2                | Michael Jackson  | Come Together (1969)                | In finale       | 393   | 3º                      |
| 3                | Loredana Bertè   | Ma il cielo è sempre più blu (1975) | In finale       | 413   | 1ª                      |
| 4                | Mina             | Emozioni (1970)                     | Al ballottaggio | 381   | 5ª                      |
| 5                | Lady Gaga        | La Vie en rose (1945)               | In finale       | 409   | 2ª                      |

Secondo Ballottaggio (Show-Down)
| Ordine di uscita | Leggenda         | Canzone                  | Preferenza Giuria | Preferenza Giuria | Preferenza Giuria | Responso  | Identità      |
| Ordine di uscita | Leggenda         | Canzone                  | Marcella Bella    | Claudio Amendola  | Andrea Pucci      | Responso  | Identità      |
| ---------------- | ---------------- | ------------------------ | ----------------- | ----------------- | ----------------- | --------- | ------------- |
| 1                | Claudio Baglioni | Sabato pomeriggio (1975) |                   |                   |                   | Eliminato | Luca Laurenti |
| 2                | Mina             | Se telefonando (1966)    |                   |                   |                   | In finale | N.D.          |

### Quinta puntata -Finale
Data: 14 ottobre  2021
Prima manche
| Ordine di uscita | Leggenda        | Duettante      | Canzone                         | Esito    | Esito                   |
| Ordine di uscita | Leggenda        | Duettante      | Canzone                         | Responso | Posizione in classifica |
| ---------------- | --------------- | -------------- | ------------------------------- | -------- | ----------------------- |
| 1                | Michael Jackson | Anna Tatangelo | The Way You Make Me Feel (1987) | Salvo    | 4º                      |
| 2                | Mina            | Riccardo Fogli | Acqua e sale (1998)             | Salva    | 3ª                      |
| 3                | Loredana Bertè  | Ivana Spagna   | Figlia di... (2021)             | Salva    | 2ª                      |
| 4                | Lady Gaga       | Mario Biondi   | Shallow (2018)                  | Salva    | 1ª                      |

- Nota: Il punteggio della prima manche è provvisorio solamente con la posizione in classifica, in quanto viene sommato insieme a quello della seconda manche.

Seconda manche
| Ordine di uscita | Leggenda        | Canzone                                 | Esito           | Esito | Esito                   |
| Ordine di uscita | Leggenda        | Canzone                                 | Responso        | Punti | Posizione in classifica |
| ---------------- | --------------- | --------------------------------------- | --------------- | ----- | ----------------------- |
| 1                | Mina            | Mi sei scoppiato dentro il cuore (1966) | Salva           | 801   | 1ª                      |
| 2                | Michael Jackson | Black or White (1991)                   | Al ballottaggio | 788   | 4º                      |
| 3                | Lady Gaga       | Poker Face (2008)                       | Al ballottaggio | 795   | 3ª                      |
| 4                | Loredana Bertè  | Dedicato (1978)                         | Salva           | 798   | 2ª                      |

- Nota: Il punteggio della seconda manche è stato sommato insieme a quello della prima manche, che è rimasto segreto.

Primo Ballottaggio (Show-Down)
| Ordine di uscita | Leggenda        | Canzone                             | Preferenza Giuria | Preferenza Giuria | Preferenza Giuria | Responso            | Identità      |
| Ordine di uscita | Leggenda        | Canzone                             | Marcella Bella    | Claudio Amendola  | Andrea Pucci      | Responso            | Identità      |
| ---------------- | --------------- | ----------------------------------- | ----------------- | ----------------- | ----------------- | ------------------- | ------------- |
| 1                | Lady Gaga       | Alejandro (2010)                    |                   |                   |                   | Quarta classificata | Silvia Salemi |
| 2                | Michael Jackson | I Just Can't Stop Loving You (1987) |                   |                   |                   | Salvo               | N.D.          |

Terza manche
| Ordine di uscita | Leggenda        | Canzone | Preferenza Giuria | Preferenza Giuria | Preferenza Giuria | Responso           | Identità |
| Ordine di uscita | Leggenda        | Canzone | Marcella Bella    | Andrea Pucci      | Claudio Amendola  | Responso           | Identità |
| ---------------- | --------------- | ------- | ----------------- | ----------------- | ----------------- | ------------------ | -------- |
| 1                | Michael Jackson | Medley  |                   |                   |                   | Terzo classificato | Alexia   |
| 2                | Mina            | Medley  |                   |                   |                   | Salva              | N.D.     |
| 3                | Loredana Bertè  | Medley  |                   |                   |                   | Salva              | N.D.     |

- Nota: Preferenza espressa per eliminare.

Secondo Ballottaggio (Show-Down) - Prova finale
| Ordine di uscita | Leggenda       | Canzone                       | Responso             | Identità   |
| ---------------- | -------------- | ----------------------------- | -------------------- | ---------- |
| 1                | Loredana Bertè | Luna (1997)                   | Vincitrice           | Syria      |
| 2                | Mina           | Vorrei che fosse amore (1968) | Seconda classificata | Lola Ponce |

- Nota: Preferenza espressa dal pubblico in studio.

## Ascolti
| Puntata    | Messa in onda     | Telespettatori | Share  |
| ---------- | ----------------- | -------------- | ------ |
| 1          | 16 settembre 2021 | 1 947 000      | 11,02% |
| 2          | 23 settembre 2021 | 1 816 000      | 11,52% |
| 3          | 30 settembre 2021 | 1 880 000      | 10,60% |
| Semifinale | 7 ottobre 2021    | 1 898 000      | 10,40% |
| Finale     | 14 ottobre 2021   | 2 057 000      | 12,70% |
| Media      | Media             | 1 919 000      | 11,25% |